# James Edward Grant
James Edward Grant (* 2. Juli 1905 in Illinois, Vereinigte Staaten; † 19. Februar 1966 in Burbank, Kalifornien, Vereinigte Staaten) war ein US-amerikanischer Drehbuchautor und Filmregisseur. Außerdem war er Verfasser von Kurzgeschichten.

## Leben
Grant war zunächst journalistisch tätig und schrieb auch Kurzgeschichten. The Whipsaw aus dem Jahr 1934 diente als Vorlage für den Film Blutige Perlen von 1935. In der gleichen Zeit trat er auch erstmals als Drehbuchautor in Erscheinung. Im Jahr 1947 gab er sein Debüt als Regisseur mit dem Western Der schwarze Reiter, für den er auch das Drehbuch verantwortete. Dieser Film war gleichzeitig die erste Produktion, bei der James Edward Grant mit dem Schauspieler John Wayne zusammenarbeitete, einige weitere folgten. 1954 inszenierte er mit Gala-Premiere seinen zweiten und letzten Film, dieses Mal handelte es sich um einen Kriminalfilm.
An dem 1945 gedrehten Drama The Great John L. war Grant als Produzent beteiligt. 15 Jahre später war er ein associate producer für den Western Alamo.
1959 erhielt Grant gemeinsam mit William Bowers für den Film The Sheepman (dt: In Colorado ist der Teufel los) eine Oscar-Nominierung in der Kategorie Beste Originaldrehbuch. 1961 und im darauffolgenden Jahr gewann Grant bei den Western Heritage Awards jeweils eine Auszeichnung in Bronze.
1966 verstarb James Edward Grant an den Folgen einer Krebserkrankung. Sein letztes Drehbuch wurde posthum unter dem Titel Latigo verfilmt.

## Filmografie (Auswahl)

### Als Drehbuchautor
- 1937: Danger – Love at Work
- 1939: Damals in Hollywood (Hollywood Calvacade)
- 1940: Music in My Heart
- 1941: Der Tote lebt (Johnny Eager)
- 1942: Fräulein Mama (The Lady Is Willing)
- 1944: Belle of the Yukon
- 1949: Du warst unser Kamerad (Sands of Iwo Jima)
- 1950: Stählerne Schwingen (Flying Leathernecks)
- 1950: In der Hölle von Missouri (California Passage)
- 1950: Mississippi-Express (Rock Island Trail)
- 1951: Bullfighter and the Lady
- 1953: Man nennt mich Hondo (Hondo)
- 1956: Der letzte Wagen (The Last Wagon)
- 1958: In Colorado ist der Teufel los (The Sheepman)
- 1960: Alamo (The Alamo)
- 1963: Die Hafenkneipe von Tahiti (Donovan's Reef)
- 1963: MacLintock (McLintock!)
- 1964: Circus-Welt (Circus World)
- 1970: Latigo (Support Your Local Gunfighter)

### Literarische Vorlage
- 1948: Die Plünderer von Nevada (The Plunderers) (Originalstory)

### Als Regisseur
- 1947: Der schwarze Reiter (The Angel and the Badman)
- 1954: Gala-Premiere (Ring of Fear)